# Сочиво (оптика)
Сочиво, увеличавајуће стакло или лупа (назив добило по сличности облика са семеном биљке махунарке -сочиво) је провидно тело омеђено двема сферним површинама, од којих једна може имати неизмеран полупречник, тј. може бити равна. Најчешће су сачињена од провидног стакла или пластике.

## Значај и примена сочива
Сочива и оптички инструменти које она чине (лупа, оптички микроскоп, дурбин, оптички телескоп, наочаре) део спектра електромагнетних зрачења - видљиву светлост, ломе по законима рефракције, узрокујући повећања или смањења слике објеката по правилима геометријске оптике.

## Светлост – медиј сочива
Наука тумачи природу светлости дуалистички, тј. да је она корпускуларна – од честица у систему лонгитудиналних таласа (Њутнова теорија) и ундулациона, тј. таласна, у систему трансверзалних таласа (Хајгенсова теорија). За сочива и њихову примену, превасходно у микроскопима, примеренија је Хајгенсова таласна теорија пошто успева да објасни формирање слике у њему. Иначе, у оптички хомогеним срединама, светлост се простире праволинијски.

## Брзина светлости
Светлост се креће у различитим оптичким срединама и различитим брзинама. Најбрже се креће у вакууму, (c=2992.772 ±8 km/час). У свим осталим оптички провидним срединама њена брзина ширења је мања. Средине у којима се светлост шири брже зову се оптички ређим, а средине у којима се креће спорије оптички гушћим срединама.

### Индекс лома
Однос брзина светлости кроз вакуум и кроз било коју другу оптички провидну средину, тј. однос брзина упадајуће и преломљене зраке светлости зове се индекс лома. Пошто је брзина светлости највећа у вакууму, индекс лома сваког другог провидног средства је већи од 1. Индекс лома се означава латиничним малим словом n а једнак је количнику синуса упадајућег и угла лома. Једноставно је показати да индекс лома не зависи од угла упадања, већ једино о природи средстава, у којима се светлост шири, тј. од брзина светлости у тим срединама.

## Светлост у пролазу границе оптичких средина различитих густина
Када светлост пада под косим углом на граничну површину двају хомогених средстава различите оптичке густине, она ће се ломити на прелазу из оптички рјеђег средства у оптички гушће средство према окомици, а долазе ли оне из оптички гушће средине, ломиће се од окомице. 

## Пролаз светлости кроз планпаралелну плочу
Када коса зрака светлости пролази кроз планпаралелну плочу (плоча омеђена двема паралелним равнима) ломљена зрака је паралелна упадајућој, али је одмакнута за дужину s. Овај помак зависи од:
- величине индекс лома
- угла упадања зрака светлости и
- дебљине планпаралелне плоче

## Пролаз светлости кроз оптичку призму
За разлику од паралелних површина, призма има површине под одређеним сталним углом. Косина ових површина омогућује веће отклоне зрака светлости при проласку из оптички ређе у оптички гушћу средину и обрнуто.
Како се биконвексна и биконкавна сочива, занемарујући њихову закривљеност, могу разумети фрагментима неизмерно много призми са равним површинама, једноставно је представити рефракцију - лом светлости у сочивима.

## Пролаз светлости кроз сочиво
Погодне околности да од сочива настану многи компликовани оптички инструменти јесте светлост и њен квалитет рефракције (лом светлости ) при прелазу у средине са различитом оптичком густином, где услед изазване промене њене брзине простирања, долази до рефракције – лома, која омогућава увећања, умањења, приближавања, раздвајања... 
Значи, својство светлости, да се по законима оптике, примерено елементарним геометријским правилима у провидним телима рефрактује - ломи, у сочивима остварују неслућене могућности лупе, микроскопа, телескопа, наочара... 
Сочиво је основна оптичка јединица готово сваког оптичког инструмента.

## Подела
Деле се на основу природе своје жижне даљине и то на:
- Сабирна сочива
  - Биконвексна - сочива која се састоје од две сферне, конвексне (испупчене) површине
  - Планконвексна - сочива која се састоје од једне сферне, конвексне и једне равне површине
  - Конвекс-конкавна - сочива која се састоје од две површине, једне конвексне и једне конкавне
- Расипна сочива
  - Биконкавна - сочива која се састоје од две сферне, конкавне (издубљене) површине
  - Планконкавна - сочива која се састоје од једне сферне и једне равне површине
  - Конкав-конвексна - сочива која се састоје од две сферне површине, једне конкавне и једне конвексне

## Значајне тачке и величине код сочива

### Жижа
Жижа (фокус) сочива представља тачку на главној оптичкој оси у којој се секу паралелни зраци после преламања. Главна оптичка оса представља осу која пролази кроз обе жиже сочива и кроз оптички центар сочива. Сваки зрак који се подудара са овом осом се не прелама кроз сочиво. Растојање између жиже и оптичког центра сочива назива се жижна даљина и обележава се са „f“. Сваки зрак који иде ка сочиву, притом пролазећи кроз жижу, након преламања је паралелан са главном оптичком осом у случају сабирних сочива. У случају расипних сочива, паралелни зраци се не секу у жижи, већ се праве њихових преломљених зракова секу у жижи са исте стране сочива. Код расипних сочива зраци могу бити паралелни након преламања, само ако су њихови правци усмерени ка жижи са супротне стране датог расипног сочива.

### Центар кривине и полупречник кривине сочива
Свако сочиво је састављено од две сферне површине, које имају своје полупречнике, тачке из којих су ти полупречници описани јесу центри кривина. Растојање између центра кривине и оптичког центра сочива јесте полупречник кривине и бројно је једнак двострукој жижној даљини.

### Растојање лика и предмета
Растојање између предмета и оптичког центра сочива назива се даљина предмета. Растојање од сочива на коме се створи било реалан или имагинаран лик, назива се растојање(даљина) лика. Лик представља пројекцију датог предмета, насталу преламањем светлосних зракова који су се од њега одбили, кроз сочиво. Ликови могу бити реални и имагинарни. Разлика између ових ликова јесте то што при стварању реалног настаје пројекција која је стварна и можемо је додирнути што није случај код имагинарних ликова.
У геометријској оптици, растојање и висину лика можемо одредити математичким путем, али постоји и графички метод.

## Графички метод
За свако сочиво постоје главни зраци помоћу којих одређујемо положај и величину лика, и то су:
- Зрак паралелан са главном оптичком осом код сабирних сочива који након преламања кроз сочиво главну оптичку осу сече у жижи. Код расипних сочива паралелни зраци се расипају, а њихови правци након преламања секу главну оптичку осу у имагинарној жижи.
- Зрак који пролази кроз оптички центар сочива се прелама тако да је правац зрака пре и после преламања подударан.
- Код сабирних сочива се налази зрак који пролази кроз жижу сочива пре преламања, а након преламања паралелан са главном оптичком осом.
- Код расипних сочива се налази зрак чији је правац упућен ка жижи, након преламања је паралелан са главном оптичком осом

## Врсте ликова код сабирног сочива
- а) Уколико се објекат налази у неизмерној даљини, упадни зраци светлости су паралелни са оптичком осом сочива и преламају се са друге стране сочива у задњој жижи. Настаје реална, умањена и обрнута слика објекта.
- б) Уколико се објекат налази даље од полупречника задње кривине сочива, настаје лик између задње жиже и центра предње кривине сочива. Лик је реалан, умањен и обрнут.
- ц) Уколико се објекат налази у центру задње кривине сочива, настаје лик у другом центру кривине сочива. Лик је реалан, обрнут и исте величине као и објекат.
- д) Уколико се објекат налази између центра задње кривине сочива и предње жиже, његов лик се ствара у даљини, иза другог центра кривине сочива. Лик је реалан, увећан, и обрнут.
- е) Уколико се објекат налази у предњој жижи сочива, његов лик не постоји, јер се зраци не преклапају.
- ф) Уколико се објекат налази између предње жиже и оптичког центра сочива (као код лупе), лик који се добије је имагинаран, увећан и са исте стране сочива.

## Врсте ликова код расипних сочива
Код расипних сочива лик се увек налази са стране на којој је предмет, увек је умањен и имагинаран. 

## Математички метод одређивања положаја лика

### Жижа сочива
- - жижна даљина сочива
- - индекс преламања сочива
- - полупречници кривина сочива
- - дебљина сочива

У случају танких сочива:
Систем од два сочива у непосредном контакту:
- - жижна даљина система
- - жижна даљина сочива

Систем од два сочива на растојању D:
- - Растојање између сочива

### Увеличање
- - увеличање датог сочива,  = 1 - Лик је исте величине као и предмет
- - растојање лика од оптичког центра сочива,  > 1 - Лик је увећан
- - растојање предмета од оптичког центра сочива,  < 1 - Лик је умањен

### Једначина танког сочива
- сабирно сочиво, лик је реалан
 - сабирно сочиво, лик је имагинаран
 - расипно сочиво, лик је увек имагинаран

### Диоптрија
Диоптрија представља мерну јединицу за оптичку моћ сочива (ω). Бројно је једнака реципрочној вредности метра. 

## Аберација
Аберације у принципу представљају одређене мане сочива, која се јављају као последица несавршености датог сочива. Неке од основних аберација јесу: сферна аберација, кома, астигматизам, монохроматска аберација, хроматска аберација, дисторзија, ...

### Сферна аберација
Јесте недостатак који се јавља управо због несавршености сферног облика сочива. Да је сочиво облика параболе дошло би до перфектне рефракције, али с обзиром да су сочива сферног облика долази до размазаности жиже. Проблем код сферних сочива јесте чињеница да се паралелни зраци након рефракције не секу у једној већ више тачака на главној оптичкој оси. Ова појава је директна последица несавршености облика датог сочива. Велики број пресечних тачки на главној оптичкој оси људско око детектује као једну велику, размазану жижу. 

### Хроматичне аберације
Видљиви део електро-магнетног спектра је сачињен од великог броја таласних дужина светлости, које људско око детектује као различите боје. Црвено зрачење има таласну дужину између 730 nm и 560 nm, зелено 560nm и 480nm и плаво зрачење између 480 nm и 430 nm. Услед разлике у таласним дужинама, ови зраци ће се кроз сочиво преламати на различите начине тј. са различитим индексима преламања. Што електро-магнетни талас има већу енергију тј. мању таласну дужину, више се „прелама"(његов правац се после рефракције највише мења). Услед ове особине светлости долази до мале дисперзије светлости по ободу лика и то редом од сочива: плава, зелена и црвена. Проблем хроматичне аберације може се решити на два начина:
1. Конструкција система од два сочива, једног сабирног а другог расипног тако да се налазе у међусобном контакту. У додирној тачки два сочива њихове сфере морају бити супротне природе и то поклапањем конвексне сфере једног са конкавном сфером другог сочива.
2. Конструкција система од два сабирна сочива тако да је њихово међусобно растојање

## Значај
Сочива се користе за наочаре, фото-апарате, двогледе, телескопе, микроскопе и лупе. Код микроскопа, двогледа и телескопа свако сочиво представља скуп више спојених сочива. На овај начин се побољшавају оптичка својства сочива. Сочива су важан део пројектора којим се пројектују фотографије или покретне слике записане на целулоидним тракама. Сочиво филмске камере светлошћу слика лик реалног света на негативу филмске траке која је постављена унутар саме камере. И у очима људи и многих врста животиња се налазе сочива - биолошки објективи, који рефрактују видљиву светлост електромагнетског спектра и тако пројектују реалне слике предмета ван ока на жуту мрљу у унутрашњости ока.

## Несферични типови
Аксикон има конусну оптичку површину. Он приказује тачкасти извор у линију дуж оптичке осе, или трансформише ласерски зрак у прстен.
Дифракциони оптички елементи могу функционисати као сочива.
Суперсочива су направљена од метаматеријала негативног индекса и ona производе слике у просторним резолуцијама које прелазе границу дифракције. Прва суперсочива су направљена 2004. коришћењем таквог метаматеријала за микроталасне пећнице. Побољшане верзије су направили други истраживачи. Према подацима из 2014. суперсочиво још није демонстрирано на видљивим или блиско-инфрацрвеним таласним дужинама.
Развијен је прототип равног ултратанког сочива без закривљености.

### Симулације
- Video with a simulation of light while it passes a convex lens Видео на веб-сајту